# Серрана (микрорегион)

Серрана на карте.

Серрана (порт. Microrregião Serrana) — микрорегион в Бразилии, входит в штат Рио-де-Жанейро. Составная часть мезорегиона Агломерация Рио-де-Жанейро. Население составляет 	479 914	 человек (на 2010 год). Площадь — 	1786,706	 км². Плотность населения — 	268,60	 чел./км².

## Демография
Согласно сведениям, собранным в ходе переписи 2010 г. Национальным институтом географии и статистики (IBGE), население микрорегиона составляет:						
| Полное население                             | Полное население                             | Полное население                             | Полное население                             | 479 914 |
| -------------------------------------------- | -------------------------------------------- | -------------------------------------------- | -------------------------------------------- | ------- |
| в том числе:                                 | Городское население                          | 436 500                                      | Процент городского населения, %              | 90,95   |
|                                              | Сельское население                           | 43 414                                       | Процент сельского населения, %               | 9,05    |
|                                              | Мужское население                            | 229 416                                      | Процент мужского населения, %                | 47,80   |
|                                              | Женское население                            | 250 498                                      | Процент женского населения, %                | 52,20   |
| Плотность населения, чел/км²                 | Плотность населения, чел/км²                 | Плотность населения, чел/км²                 | Плотность населения, чел/км²                 | 268,60  |
| Население микрорегиона в % к населению штата | Население микрорегиона в % к населению штата | Население микрорегиона в % к населению штата | Население микрорегиона в % к населению штата | 3,00    |

## Статистика
- Валовой внутренний продукт на 2003 год составляет 3 308 439 272,00 реалов (данные: Бразильский институт географии и статистики).
- Валовой внутренний продукт на душу населения на 2003 год составляет 7115,94 реалов (данные: Бразильский институт географии и статистики).

## Состав микрорегиона
В составе микрорегиона включены следующие муниципалитеты:
1. Петрополис
2. Сан-Жозе-ду-Вали-ду-Риу-Прету
3. Терезополис